# Карликова райка красива
Карликова райка красива (Microhyla pulchra) — вид земноводних з роду Карликова райка родини карликових райок (Microhylidae).

## Опис
Загальна довжина становить 2,8-3,5 см. За своєю будовою схожа на інших представників свого роду. Спина червоно-коричнева або шоколадна з виразним темним трикутним малюнком і темними плямами. Передня сторона стегон коливається від жовто-до помаранчево-червоного кольору.

## Спосіб життя
Полюбляє горбисту місцевість, порослу невисокою травою та окремими чагарниками. Може стрибати на 3 м. Зустрічається на висоті до 1100 м над рівнем моря. активна у присмерку. Живиться комахами та іншими дрібними безхребетними.
Самиця відкладає ікру з березня до травня в маленьких скупченнях води. У воді, бідній киснем, при 23-28°C розвиваються пласкі, майже прозорі пуголовки, які мають явну плавальну перетинку на задніх лапах, тоді як у молодих райок її вже немає.

## Поширення
Поширена у Південно-Східному Китаї, Камбоджі, В'єтнамі, Таїланді, Лаосі.